# A pap – Háború a vámpírok ellen
A pap – Háború a vámpírok ellen (eredeti cím: Priest) 2011-ben bemutatott amerikai posztapokaliptikus sci-fi akció-horror, melyet Scott Stewart rendezett. A főszereplők Paul Bettany, Karl Urban, Cam Gigandet, Lily Collins és Maggie Q.
Az Amerikai Egyesült Államokban 2011. május 13-án, Magyarországon három héttel később, június 9-én mutatták be.
A filmet nagyrészt negatívan fogadták a kritikusok. A Metacritic oldalán a film értékelése 41% a 100-ból, ami 13 véleményen alapul. A Rotten Tomatoeson a Pap – Háború a vámpírok ellen 16%-os minősítést kapott, 94 értékelés alapján.

## Cselekmény
Az emberek és a vámpírok közötti évszázadok óta tartó háború hatalmas pusztításhoz vezetett a bolygón. A hatalom az Egyháznak nevezett szervezet kezében van, amely teokráciát, papi diktatúrát épített ki. Jelmondatuk: Aki szembeszegül az Egyházzal, az szembeszegül Istennel. A vámpírok jóval gyorsabbak és erősebbek az embereknél, ezért a lakosság nagy része fallal körülvett városokban keresett menedéket. Az Egyház által kiképzett elit katonák, a Papok feladata volt a vámpírok legyőzése és kiirtása. A háborúban végül az emberek diadalmaskodtak, és az életben maradt vámpírokat rezervátumokba kényszerítették, de néhányukat máig sem sikerült bezárni.
Évek múlva egy Pap (Paul Bettany) tragikus hírt kap. Hicks seriff (Cam Gigandet) keresi fel, aki az Egyház ellenőrzésén kívül eső városból, Augustine-ból érkezett. A Pap testvérére, Owenre (Stephen Moyer) és családjára rátámadt egy vámpírhorda. Owen súlyosan megsérült, felesége, Shannon (Mädchen Amick) pedig életét vesztette. Egyetlen lányuk, a a 18 éves Lucy (Lily Collins) a szörnyetegek fogságába került. A Pap engedélyt kér az Egyház vezetőitől, hogy megkeresse a lányt, de Monsignor Orelas megtiltja neki a városból való távozást, arra hivatkozva, hogy az Egyház már legyőzte az összes vámpírt. A Pap ennek ellenére útnak indul Hicks seriffel az oldalán, hogy megmentse Lucy-t, ezzel megszegve az Egyháznak tett esküjét. A Monsignor 3 Papot és egy Papnőt (Maggie Q) küld utánuk, hogy hozzák vissza őt a városba. A Pap eközben rájön, hogy Lucy valószínűleg a Sola Mira vámpírfészekben van fogságban, ezért arrafelé veszik az irányt, üldözőikkel a nyomukban.

## Szereplők
| Színész             | Szerep           | Magyar hang   |
| ------------------- | ---------------- | ------------- |
| Paul Bettany        | A pap            | Forgács Péter |
| Karl Urban          | A fekete kalapos | Széles Tamás  |
| Cam Gigandet        | Hicks            | Szabó Máté    |
| Lily Collins        | Lucy Pace        | Lamboni Anna  |
| Maggie Q            | Papnő            | Kéri Kitty    |
| Brad Dourif         | Kereskedő        | Végh Péter    |
| Stephen Moyer       | Owen Pace        | Görög László  |
| Christopher Plummer | Monsignor Orelas | Rajhona Ádám  |

További magyar hangok: Barbinek Péter, Gubányi György, Imre István, Kajtár Róbert, Makranczi Zalán, Király Adrián, Pallos Emil, Wégner Judit, Várkonyi Andrea